# Боаз Мауда
Боаз Мауда (хебр. בועז מעודה‎ /Bo'az Ma'uda/; Елјкаим, 23. април 1987) израелски је певач који угалавном изводи традиционалну мизрахи и етно музику.
Јавности у својој земљи постао је познат након победе у музичком талент такмичењу Кохав нолад (Звезда је рођена), пошто је у финалној вечери одржаној 29. августа 2007. освојио 50% гласова публике.
Европској јавности постао је познат као представник Израела на Песми Евровизије 2008. у Београду, где је са песмом отпеваном на енглеском и хебрејском језику The Fire In Your Eyes (Ватра у твојим очима) у финалној вечери заузео укупно 9. место са освојена 124 поена. Текст и музику за ту композицију написала је израелска победница Евровизије из 1998. године Дана Интернашонал.
Почетком 2009. године заједно са српском певачицом Јеленом Томашевић и јерменском представницом на Евровизији 2008. Сирушо објавио је сингл Time to pray (Време за молитву) која је премијерно изведена на финалу српског националног избора за Песму Евровизије 2009. године. Песма је отпевана на српском, енглеском, хебрејском и јерменском језику.
Дебитанстски албум са 11 песама под називом Боаз мауда објавио је 7. јула 2009. године.